# Stella Polare (A 5313)
Nave Stella Polare, al comando del C.C. Michele ERRA, è uno yacht da regata della Marina Militare, realizzata come nave scuola per l'addestramento velico degli Allievi dell'Accademia Navale di Livorno, gemella di nave Corsaro II. 

## Il progetto

### Scafo
La nave fu realizzata nei cantieri Sangermani di Lavagna, su progetto dello studio nautico Sparkman & Stephens, seguendo le indicazioni della I classe RORC.
Iolla con armatura Marconi, è costruita con legni di mogano per la struttura ed il fasciame, iroko per la chiglia e lo specchio di poppa, rovere per il dritto di prora, teak per la coperta. I due alberi sono in duralluminio ed hanno un'altezza dal ponte di coperta di 24,08 m quello di maestra e 11,3 m quello di mezzana. Lunga 21,47 m e larga 4,89 m per un pescaggio di 3 m, ha un dislocamento di circa 48 tonnellate. A bordo trovano spazio le sistemazioni per ospitare 16 uomini, oltre a tutto il materiale nautico e logistico necessario ad affrontare lunghe navigazioni in autonomia.

### Propulsione
Presenta un'armatura velica di 488 m² nelle andature portanti e 262 m² in bolina. In aggiunta alle vele, un motore turbo diesel GM471 da circa 200 cavalli che permette una velocità di crociera di circa 7 nodi.

## Storia
Il nome della Stella Polare rimanda alla nave comandata dall'ammiraglio Luigi di Savoia Duca degli Abruzzi prima e dal capitano di corvetta Umberto Cagni poi, che nel 1900 giunse a soli 380 km dal Polo Nord.
Varata nel 1965, partecipò all'edizione 1966 della prestigiosa regata internazionale Giraglia coprendo 243 miglia in 29 ore, imbattuto nel ventennio successivo.al comando del Tenente di Vascello Giancarlo Basile, arrivando prima in tempo assoluto e stabilendo il tempo record del percorso
Nel 1968 arriva la prima vittoria in una regata transatlantica, da Hamilton (Bermuda) a Travemünde (Germania), sulla rotta a nord delle isole britanniche, 4000 miglia in 22 giorni al comando del CC Giancarlo Basile, contro le più titolate imbarcazioni oceaniche dell'epoca. Al rientro in Italia, l'equipaggio fu insignito dell'onorificenza di Cavalieri al merito della Repubblica Italiana.
Durante la campagna addestrativa 1970 partecipò e vinse la classica Palma di Maiorca - Cabrera - Palma di Maiorca, preludio alla successiva regata, organizzata dalla Sail Training Association su un percorso di 1450 miglia e che la Stella Polare vinse in tempo reale e corretto contro ogni previsione.
Gli anni successivi vedono la nave impegnata a mantenere lo sport velico italiano e la Marina Militare ai massimi livelli agonistici.
Col tempo la nave è stata oggetto di ammodernamenti, che hanno portato in particolare all'installazione di un generatore da 7 Kw, un dissalatore ad osmosi inversa e sistemi cartografici GPS. A quasi cinquant'anni di servizio, Stella Polare continua a supportare l'addestramento e le attività degli allievi dell'Accademia Navale: durante il periodo scolastico è impegnata in uscite giornaliere nelle acque dell'arcipelago toscano, mentre nei tre mesi estivi si svolge invece una campagna d'istruzione riservata agli Aspiranti Guardiamarina che hanno completato il 3º anno di studi.
Allo stesso tempo, essendo iscritta all'Associazione Italiana Vele d'Epoca, partecipa ai raduni di barche d'epoca ed alle più prestigiose regate internazionali.
L'unità è sotto il comando dell'Accademia Navale ed ha come sede di servizio Livorno.
Dal 28 agosto 2024 il Comandante di Stella Polare è il Capitano di Corvetta Michele ERRA.